# Maison, 19 place Sainte-Anne (Rennes)
La maison située au 19 place Sainte-Anne (dite parfois maison du Mouton Blanc) est un édifice de la commune de Rennes, dans le département d’Ille-et-Vilaine en région Bretagne.

## Localisation
Elle se trouve au centre du département et dans le centre-ville historique de Rennes, à l’angle du numéro 19 de la place Sainte-Anne et de la rue d'Échange.

## Historique
La maison date du XVIe siècle.

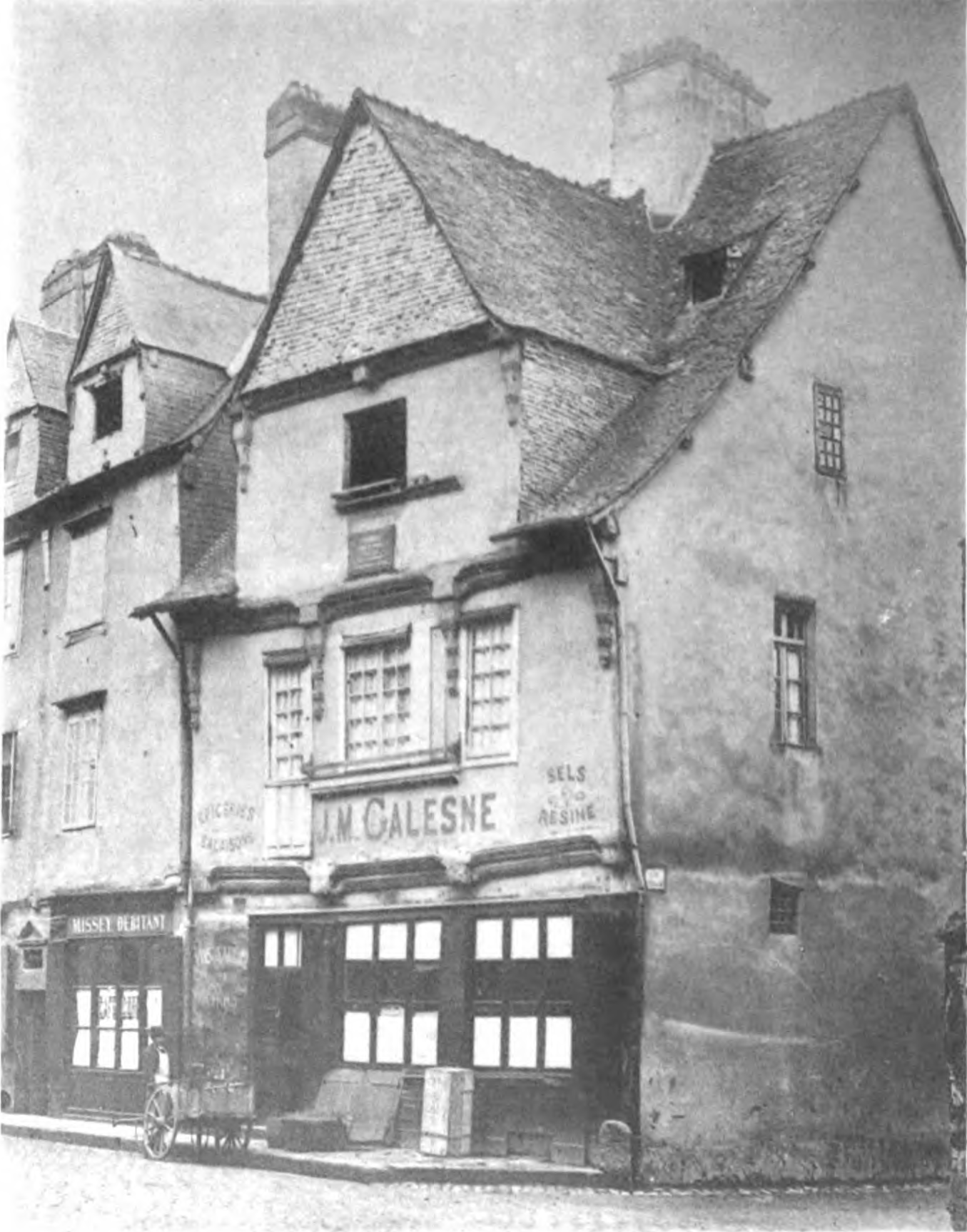
La maison vers 1892, photo illustrant Au Pays de Rennes d'Adolphe Orain.

Elle a servi de boutique et de résidence à Jean Leperdit, tailleur et maire de Rennes de février 1794 à octobre 1795. Il y est mort le 3 août 1823. Une plaque commémorative a été posée en grande pompe le 18 avril 1891 ; cette pose est relatée dans Au Pays de Rennes d'Adolphe Orain.
Elle est inscrite au titre des monuments historiques depuis le 9 octobre 1962,.
Le rez-de-chaussée est actuellement occupé par le bar Ty Anna Tavarn.

## Architecture
C'est une maison à pan de bois comportant 4 étages.
Quelques morceaux de la charpente sont sculptés.

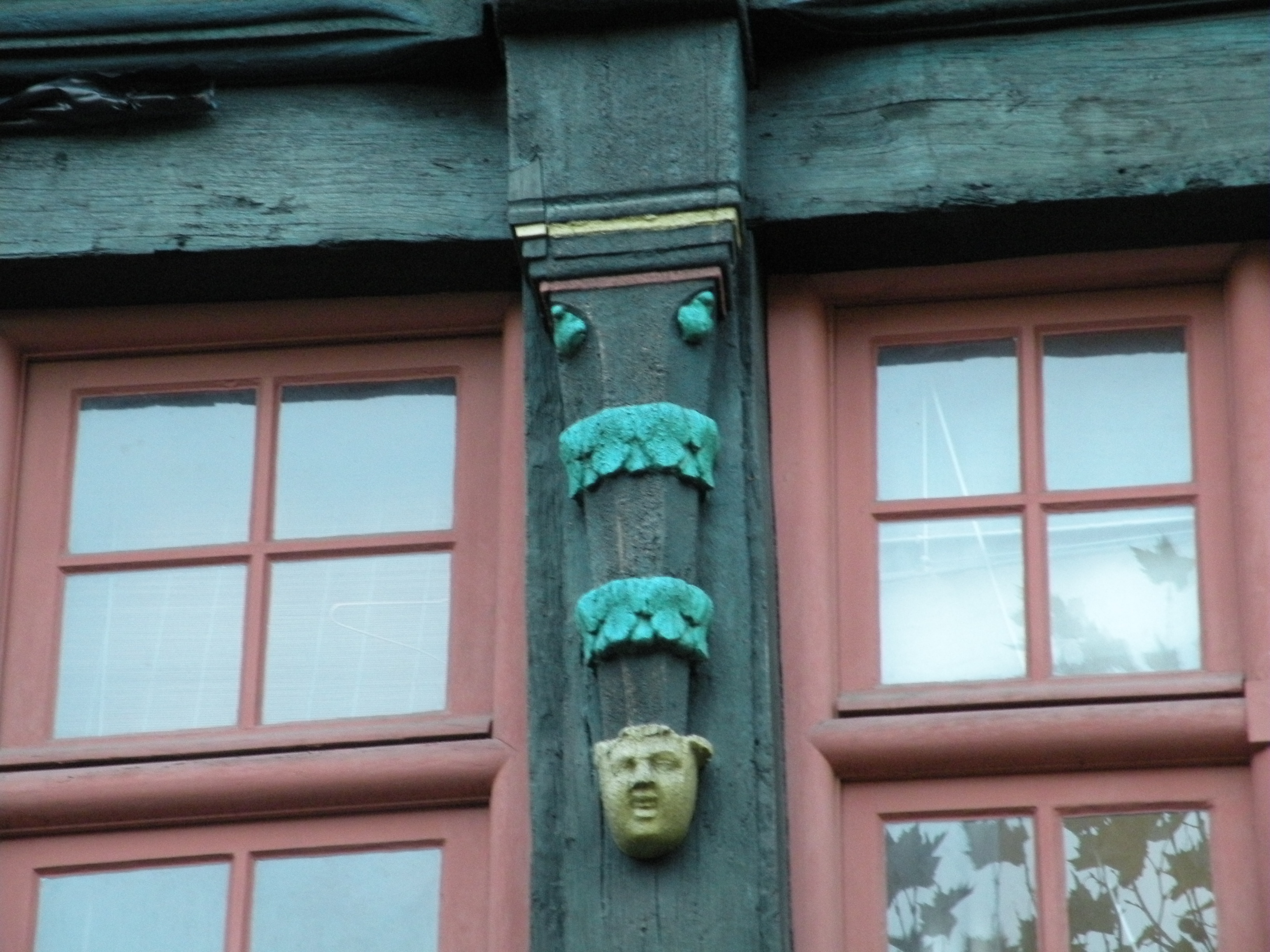
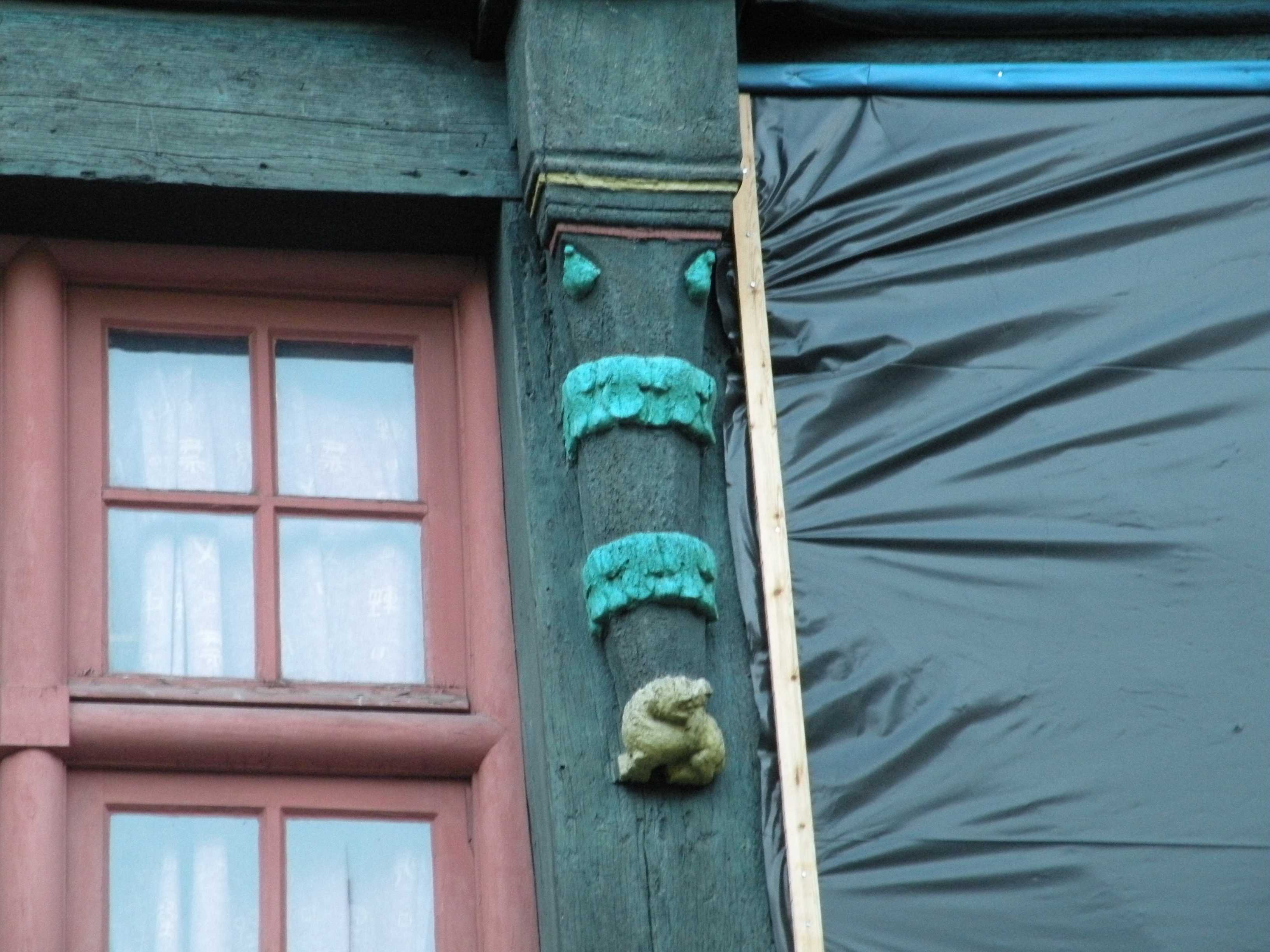
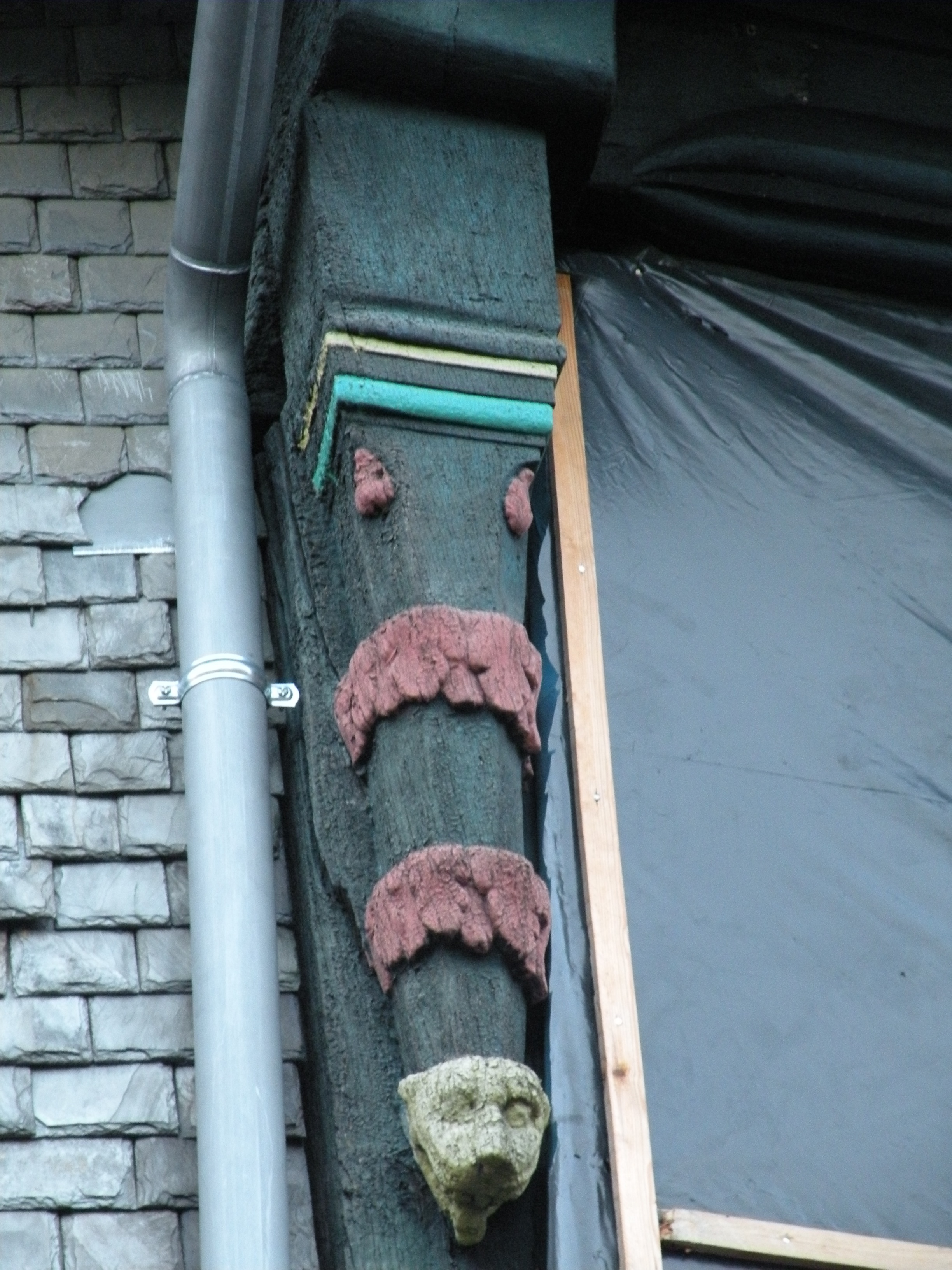